# Тимірязєвський сільський округ
Тиміря́зєвський сільський округ (каз. Тимирязев ауылдық округі, рос. Тимирязевский сельский округ) — адміністративна одиниця у складі Тимірязєвського району Північноказахстанської області Казахстану. Адміністративний центр — село Тимірязєво.
Населення — 4202 особи (2021; 4667 у 2009, 5765 у 1999, 6951 у 1989).
Станом на 1989 рік існувала Тимірязєвська сільська рада (села Розсвіт, Тимірязєво).

## Склад
До складу округу входять такі населені пункти:
| Населений пункт  | Старі назви | Населення, осіб (1989) | Населення, осіб (1999) | Населення, осіб (2009) | Населення, осіб (2021) |
| ---------------- | ----------- | ---------------------- | ---------------------- | ---------------------- | ---------------------- |
| Розсвіт, село    | -           | 354                    | 173                    | 66                     | 35                     |
| Тімірязєво, село | -           | 6597                   | 5592                   | 4601                   | 4167                   |